# Karl Heinrich Kaufhold
Karl Heinrich Kaufhold, né le 29 août 1932 à Hildesheim (Basse-Saxe) et mort le 16 juillet 2020, est un historien allemand, étudiant l'histoire économique.
Il est le fils d'un forgeron. De 1966 à 1973, il est l'assistant du professeur Wilhelm Abel à l'Institut d'Histoire économique et sociale de l'université de Göttingen. Il devient professeur d'Histoire économique et sociale en 1974, puis directeur de l'Institut d'Histoire économique et sociale.